# Danh sách nhà toán học Ấn Độ

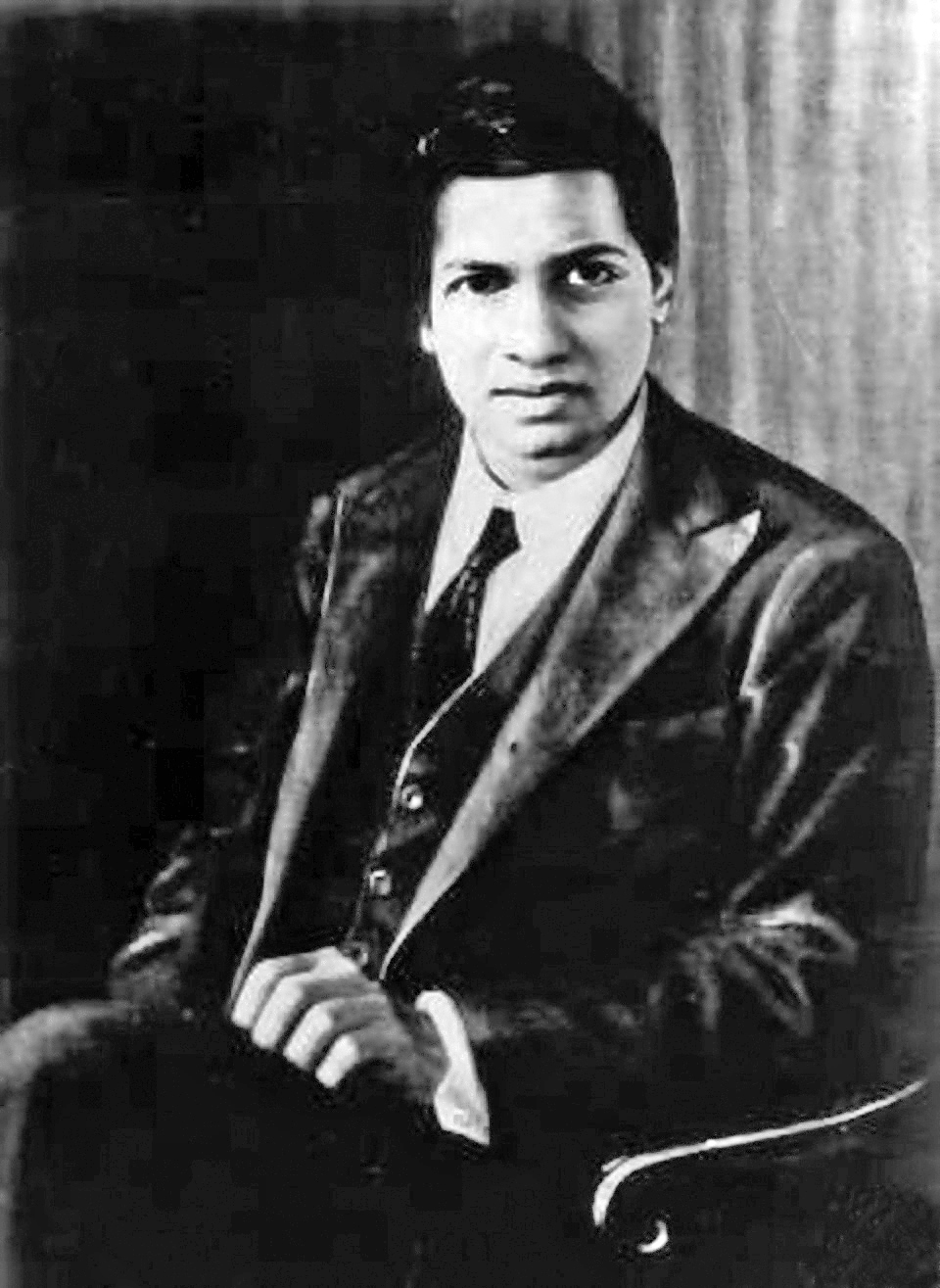
Srinivasa Ramanujan

Niên đại của các nhà toán học Ấn Độ kéo dài từ thời kỳ Văn minh lưu vực sông Ấn đến Ấn Độ hiện đại.

Các nhà toán học Ấn Độ đã có một số đóng góp cho toán học có ảnh hưởng đáng kể tới các nhà khoa học và toán học trong kỷ nguyên hiện đại. Chữ số Hindu-Ả Rập được sử dụng chủ yếu vào ngày nay và có khả năng là trong tương lai.
Đây là một danh sách chưa hoàn tất, và có thể sẽ không bao giờ thỏa mãn yêu cầu hoàn tất. Bạn có thể đóng góp bằng cách mở rộng nó bằng các thông tin đáng tin cậy.

## Cổ đại
- Baudhayana sutras (khởi sắc khoảng 900 trước Công Nguyên)
- Yajnavalkya (700 trước Công Nguyên)
- Manava (khởi sắc 750–650 trước Công Nguyên)
- Apastamba Dharmasutra (khoảng 600 trước Công Nguyên)
- Pāṇini (khoảng 520–460 trước Công Nguyên)
- Kātyāyana (khởi sắc khoảng 300 trước Công Nguyên)
- Akṣapada Gautama(khoảng 600 trước Công Nguyên – 200 sau Công Nguyên)
- Bharata Muni (năm 200 trước Công Nguyên - năm 200 sau Công Nguyên)
- Pingala (khoảng thế kỷ thứ 2/3 trước Công Nguyên)

## Cổ điển
Thời kỳ Hậu Sankskrit-Vệ Đà tới thời kỳ Pala (thế kỷ thứ 2 trước Công Nguyên tới thế kỷ thứ 11 sau Công Nguyên)
- Bhadrabahu (367 – 298 trước Công Nguyên)
- Umasvati  (khoảng 200 sau Công Nguyên)
- Yavaneśvara (thế kỷ thứ 2)
- Vasishtha Siddhanta, thế kỷ thứ 4 sau Công Nguyên
- Aryabhata (476–550 sau Công Nguyên)
- Yativrsabha (500–570)
- Varahamihira (505–587 sau Công Nguyên)
- Yativṛṣabha, (thế kỷ thứ 6 sau Công Nguyên)
- Virahanka (thế kỷ thứ 6 sau Công Nguyên)
- Brahmagupta (598–670 sau Công Nguyên)
- Bhaskara I (600–680 sau Công Nguyên)
- Shridhara (giữa 650–850 sau Công Nguyên)
- Lalla (khoảng 720–790 sau Công Nguyên)
- Virasena (792–853 sau Công Nguyên)
- Govindasvāmi (khoảng 800 – khoảng 860 sau Công Nguyên)
- Prithudaka (khoảng 830 – khoảng 900 sau Công Nguyên)
- Śaṅkaranārāyaṇa, (khoảng 840 – khoảng 900 sau Công Nguyên)
- Vaṭeśvara (sinh 880 sau Công Nguyên)
- Mahavira (thế kỷ thứ 9 sau Công Nguyên)
- Jayadeva thế kỷ thứ 9 sau Công Nguyên
- Aryabhata II (920 – khoảng 1000)
- Vijayanandi (khoảng 940–1010)
- Halayudha thế kỷ thứ 10
- Śrīpati (1019–1066)
- Abhayadeva Suri (1050 sau Công Nguyên)
- Brahmadeva (1060–1130)
- Pavuluri Mallana (thế kỷ thứ 11 sau Công Nguyên)
- Hemachandra (1087–1172 sau Công Nguyên)
- Bhaskara II (1114–1185 sau Công Nguyên)
- Someshvara III (1127–1138 sau Công Nguyên)

## Trung đại (1200–1800)

### Trường phái Kerala về toán học và thiên văn
- Madhava of Sangamagrama
- Parameshvara (1360–1455), đã khám phá ra drk-ganita, một phương pháp thiên văn dựa trên các quan sát
- Nilakantha Somayaji (1444–1545), nhà toán học và nhà thiên văn
- Shankara Variyar (khoảng 1530)
- Jyeshtadeva (1500–1610), tác giả của Yuktibhāṣā
- Achyuta Pisharati (1550–7 tháng bảy 1621), nhà toán học và nhà thiên văn
- Melpathur Narayana Bhattathiri (1560–1646/1666)

### Trường phái Navya-Nyāya (Tân logic)
- Raghunatha Siromani (1475–1550)
- Gangesha Upadhyaya (nửa đầu thế kỷ thứ 14)

### Khác
- Munishvara (thế kỷ thứ 17)
- Kamalakara (1657)
- Narayana Pandita (1325–1400)
- Mahendra Suri (thế kỷ thứ 14)
- Mulla Jaunpuri (1606–1651)

## Sinh vào thế kỷ 19
- Radhanath Sikdar (1813–1870)
- Ramchandra (1821–1880)
- Pathani Samanta (1835–1904)
- Jadav Chandra Chakravarti (1855–1920)
- Ashutosh Mukherjee (1864–1924)
- Ganesh Prasad (1876–1935)
- Swami Bharati Krishna Tirtha (1884–1960)
- Srinivasa Ramanujan (1887–1920)
- A. A. Krishnaswami Ayyangar (1892–1953)
- Prasanta Chandra Mahalanobis (1893–1972)
- Dinanath Atmaram Dalvi (1844–1897)

## Sinh vào thế kỷ 20

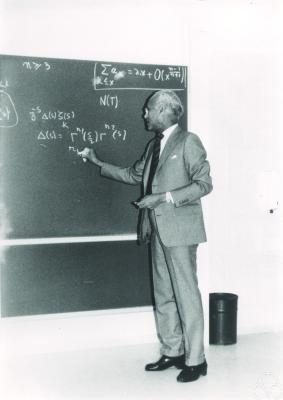
Nhà toán học Ấn Độ Komaravolu Chandrasekhar tại Viên, 1987

- Subbayya Sivasankaranarayana Pillai (1901–1950)
- Raj Chandra Bose (1901–1987)
- Tirukkannapuram Vijayaraghavan (1902–1955)
- Dattaraya Ramchandra Kaprekar (1905–1986)
- Lakkoju Sanjeevaraya Sharma (1907–1998)
- Subrahmanyan Chandrasekhar (1910–1995)
- S. S. Shrikhande (1917–2020)
- Prahalad Chunnilal Vaidya (1918–2010)
- Anil Kumar Gain (1919–1978)
- Calyampudi Radhakrishna Rao (sinh 1920)
- Harish-Chandra (1923–1983)
- P. K. Srinivasan (1924–2005)
- C. S. Seshadri (1932–2020)
- M. S. Narasimhan (1932–2021)
- Srinivasacharya Raghavan (sinh 1934)
- K. S. S. Nambooripad (1935–2020)
- Ramaiyengar Sridharan (sinh 1935)
- Vinod Johri (1935–2014)
- Karamat Ali Karamat (1936–2022)
- K. R. Parthasarathy (sinh 1936)
- S. N. Seshadri (1937–1986)
- Ramdas L. Bhirud (1937–1997)
- S. Ramanan (sinh 1937)
- Pranab K. Sen (sinh 1937)
- Veeravalli S. Varadarajan (1937–2019)
- Jayanta Kumar Ghosh (1937–2017)
- C. P. Ramanujam (1938–1974)
- V. N. Bhat (1938–2009)
- S. R. Srinivasa Varadhan (sinh 1940)
- M. S. Raghunathan (sinh 1941)
- Vashishtha Narayan Singh (1942–2019)
- C. R. Rao (sinh 1920)
- S. B. Rao (sinh 1943)
- Phoolan Prasad (sinh 1944)
- Gopal Prasad (sinh 1945)
- Vijay Kumar Patodi (1945–1976)
- S. G. Dani (sinh 1947)
- Raman Parimala (sinh 1948)
- Singhi Navin M. (sinh 1949)
- Sujatha Ramdorai
- R. Balasubramanian (sinh 1951)
- M. Ram Murty (sinh 1953)
- Alok Bhargava (sinh 1954)
- Rattan Chand (sinh 1955)
- V. Kumar Murty (sinh 1956)
- Rajendra Bhatia (sinh 1952)
- Narendra Karmarkar (sinh 1957)
- Dipendra Prasad (sinh 1960)
- Dinesh Thakur (sinh 1961)
- Manindra Agrawal (sinh 1966)
- Madhu Sudan (sinh 1966)
- Suresh Venapally (sinh 1966)
- Chandrashekhar Khare (sinh 1968)
- U. S. R. Murty
- Ramji Lal (sinh 1945)
- L. Mahadevan
- Kapil Hari Paranjape
- Vijay Vazirani (sinh 1957)
- Umesh Vazirani
- Mahan Mj (sinh 1968)
- Santosh Vempala (sinh 1971)
- Kannan Soundararajan (sinh 1973)
- Kiran Kedlaya (sinh 1974)
- Manjul Bhargava (sinh 1974)
- Ritabrata Munshi (sinh 1976)
- Amit Garg (sinh 1978)
- Subhash Khot (sinh 1978)
- Sourav Chatterjee (sinh 1979)
- Akshay Venkatesh (sinh 1981)
- Sucharit Sarkar (sinh 1983)
- Neena Gupta (sinh 1984)
- Nayandeep Deka Baruah (sinh 1972)
- Anand Kumar (sinh 1973)